# Jugowa
Jugowa (niem. Hausdorf) – wieś w Polsce położona w województwie dolnośląskim, w powiecie świdnickim, w gminie Dobromierz.

## Podział administracyjny
W latach 1975–1998 miejscowość administracyjnie należała do województwa wałbrzyskiego.

## Zabytki

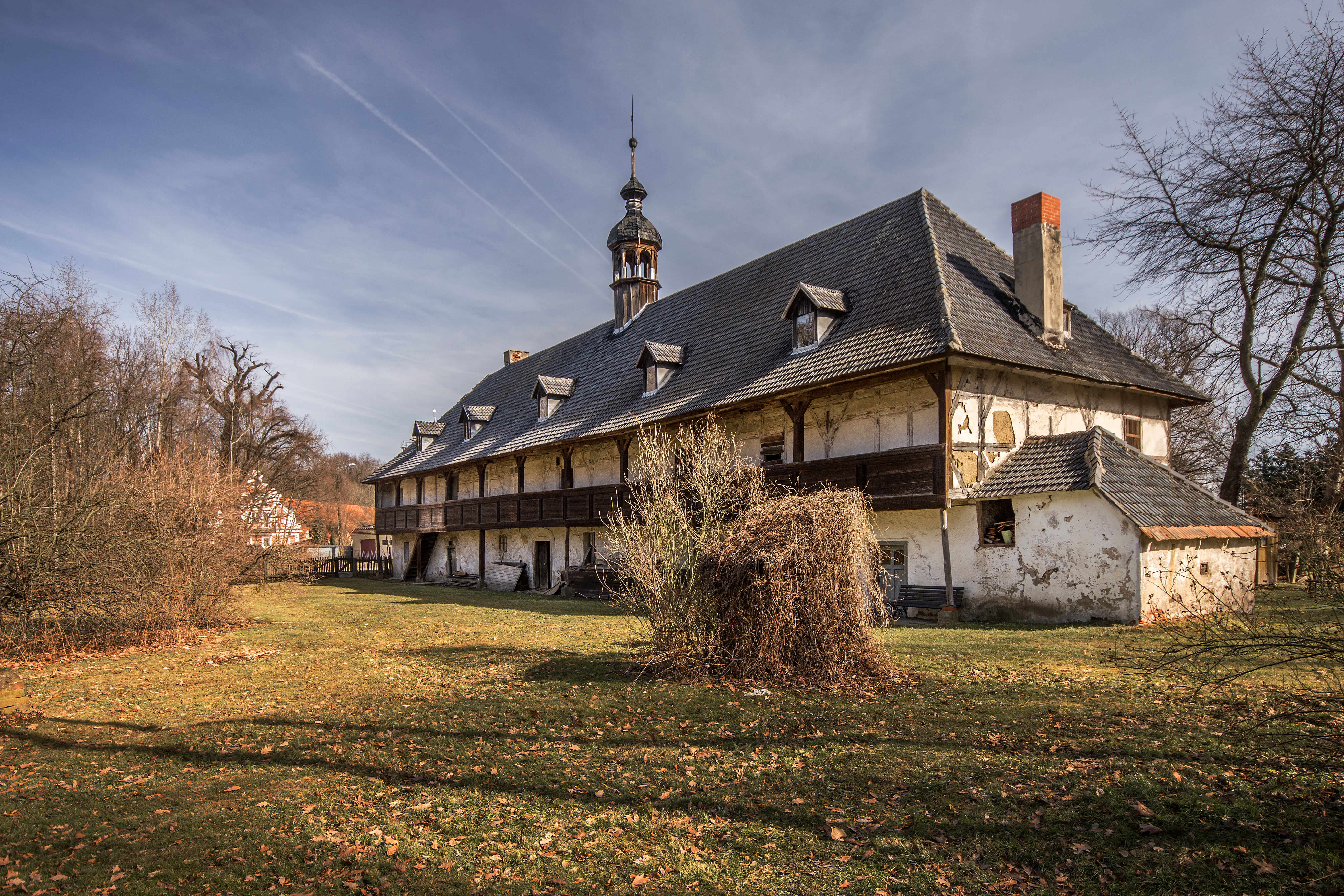
Budynek folwarczny

Do wojewódzkiego rejestru zabytków wpisane są:
- kościół filialny pw. św. Antoniego Padewskiego, gotycki z XV w., przebudowany w XVII w., restaurowany w 1. poł. XIX i w 1. poł. XX w[5].
- park dworski, z 1722 r., po 1860 r.
- altana
- budynek folwarczny nr 82, zbudowany w 1722, powiększony w drugiej połowy XIX w[5].